# Неккарзульм
Неккарзульм (нім. Neckarsulm) — місто в Німеччині, знаходиться в землі Баден-Вюртемберг. Підпорядковується адміністративному округу Штутгарт. Входить до складу району Гайльбронн.
Площа — 24,94 км2. Населення становить 26 324 особи (станом на 31 грудня 2020 року).